# Реестр ущерба, вызванного агрессией Российской Федерации в отношении Украины
Реестр ущерба, вызванного агрессией Российской Федерации в отношении Украины (RD4U), — это международная база данных ущерба, причиненного вторжением России на Украину, которое началось 24 февраля 2022 года. 
Реестр, созданный в мае 2023 года, представляет собой трехлетний проект и при необходимости будет продлен. Реестр действует в рамках Совета Европы и находится в Гааге, Нидерланды. К июлю 2023 года к реестру ущерба присоединились 43 страны.
Согласно уставу, целью реестра является хранение доказательств и информации по искам о возмещении ущерба, гибели/исчезновениях и травмах, причиненных Российской Федерацией против Украины с 24 февраля 2022 года (в пределах международно признанных границ и территориальных вод Украины) всем физическим и юридическим лицам, а также государству Украина, его региональным и местным органам власти, государственным или контролируемым государством субъектам.
В 2025 году Россия объявила реестр нежелательной организацией.